# Temporada 2021-2022 de la Liga de Béisbol Profesional de la República Dominicana
La temporada 2021-2022 de la Liga de Béisbol Profesional de la República Dominicana fue la 67.ª edición de este campeonato. La temporada regular comenzó el 27 de octubre de 2021 y finalizó el 17 de diciembre de 2021. El Mini play off se jugó en los días 19 y 20 de diciembre. El Round Robin inició el 27 de diciembre de 2021 y finalizó el 15 de enero de 2022. La serie final inicio el 17 de enero de 2022 y finalizó el 22 de enero de 2022 con el triunfo de los Gigantes del Cibao sobre las Estrellas Orientales logrando así su segundo título nacional.
La temporada fue dedicada a la memoria de Don Khalil Haché Malkum.

## Equipos
| Equipo               | Ciudad/Entidad federal                     | Estadio                         | Fundación               | Títulos de Liga hasta 2020-21 | Títulos del Caribe hasta 2020-21 |
| -------------------- | ------------------------------------------ | ------------------------------- | ----------------------- | ----------------------------- | -------------------------------- |
| Águilas Cibaeñas     | Santiago, Santiago de los Caballeros       | Estadio Cibao                   | 2 de enero de 1933      | 22                            | 6                                |
| Tigres del Licey     | Santo Domingo                              | Estadio Quisqueya Juan Marichal | 7 de noviembre de 1907  | 22                            | 10                               |
| Leones del Escogido  | Santo Domingo                              | Estadio Quisqueya Juan Marichal | 17 de febrero de 1921   | 16                            | 4                                |
| Estrellas Orientales | San Pedro de Macorís, San Pedro de Macorís | Estadio Tetelo Vargas           | 15 de diciembre de 1910 | 3                             | 0                                |
| Toros del Este       | La Romana, La Romana                       | Estadio Francisco Micheli       | 12 de agosto de 1983    | 3                             | 1                                |
| Gigantes del Cibao   | San Francisco de Macorís, Duarte           | Estadio Julián Javier           | 23 de abril de 1996     | 1                             | 0                                |

## Serie Regular

### Posiciones
| Temporada regular    | Temporada regular | Temporada regular | Temporada regular | Temporada regular | Temporada regular | Temporada regular | Temporada regular | Temporada regular | Temporada regular | Temporada regular | Temporada regular | Temporada regular | Temporada regular |
| Equipo               | JJ                | JG                | JP                | Ave.              | Dif.              | Racha             | Últ. 10           | Local             | Visita            | CA                | CP                | Dif.              |                   |
| -------------------- | ----------------- | ----------------- | ----------------- | ----------------- | ----------------- | ----------------- | ----------------- | ----------------- | ----------------- | ----------------- | ----------------- | ----------------- | ----------------- |
| Gigantes del Cibao   | 40                | 23                | 17                | .575              | --                | G-1               | 8-2               | 12-8              | 11-9              | 184               | 175               | +9                |                   |
| Estrellas Orientales | 40                | 22                | 18                | .550              | 1                 | G-3               | 4-6               | 12-8              | 10-10             | 143               | 142               | +1                |                   |
| Tigres del Licey     | 40                | 21                | 19                | .525              | 2                 | P-1               | 6-4               | 12-8              | 9-11              | 148               | 130               | +18               |                   |
| Águilas Cibaeñas     | 40                | 20                | 20                | .500              | 3                 | P-3               | 4-6               | 12-8              | 8-12              | 156               | 150               | +6                |                   |
| Leones del Escogido  | 40                | 19                | 21                | .475              | 4                 | G-1               | 5-5               | 11-9              | 8-12              | 155               | 158               | -3                |                   |
| Toros del Este       | 40                | 15                | 25                | .375              | 8                 | P-2               | 3-7               | 8-12              | 7-13              | 133               | 164               | -31               |                   |

|  |                                     |
|  | Clasificados al Todos contra Todos. |

|  |                       |
|  | Juegan Mini Play Off. |

|  |                                      |
|  | Eliminado de la Temporada 2021-2022. |

## Líderes

### Serie Regular

#### Bateadores
| Categoría | Jugador                                                       | Total |
| --------- | ------------------------------------------------------------- | ----- |
| AVG       | Hanser Alberto (GC)                                           | .321  |
| HR        | Juan Francisco (GC) Aderlin Rodríguez (LE) Marcell Ozuna (GC) | 4     |
| RBI       | Juan Francisco (GC)                                           | 27    |
| R         | Hanser Alberto (GC)                                           | 30    |
| H         | Hanser Alberto (GC)                                           | 53    |
| SB        | Leody Taveras (AC)                                            | 11    |

| Categoría | Jugador            | Total |
| --------- | ------------------ | ----- |
| W         | César Valdez (TL)  | 5     |
| ERA       | César Valdez (TL)  | 1.58  |
| K         | César Valdez (TL)  | 46    |
| IP        | Yunesky Maya (AC)  | 52.3  |
| SV        | Jairo Asencio (TL) | 14    |

| Premio              | Jugador/Manager                      |
| ------------------- | ------------------------------------ |
| Novato del Año      | Edwin Uceta (Estrellas Orientales)   |
| Lanzador del Año    | César Valdez (Tigres del Licey)      |
| Dirigente del Año   | Luis Urueta (2) (Gigantes del Cibao) |
| Jugador Más Valioso | Hanser Alberto (Gigantes del Cibao)  |

## Premios y honores

### Pelotero Estrella de la Semana
| Semana   | Pos. | Jugador          | Equipo               |
| -------- | ---- | ---------------- | -------------------- |
| Semana 1 | OF   | Jimmy Paredes    | Leones del Escogido  |
| Semana 2 | 3B   | Kelvin Gutiérrez | Gigantes del Cibao   |
| Semana 3 | SS   | Hanser Alberto   | Gigantes del Cibao   |
| Semana 4 | LF   | Zoilo Almonte    | Águilas Cibaeñas     |
| Semana 5 | 3B   | Domingo Leyba    | Estrellas Orientales |
| Semana 6 | 1B   | Peter O'Brien    | Toros del Este       |
| Semana 8 | OF   | Nomar Mazara     | Tigres del Licey     |

| Semana   | Pos. | Jugador           | Equipo               |
| -------- | ---- | ----------------- | -------------------- |
| Semana 1 | SP   | Edwin Uceta       | Estrellas Orientales |
| Semana 2 | SP   | César Valdez      | Tigres del Licey     |
| Semana 3 | CP   | Wirfin Obispo     | Estrellas Orientales |
| Semana 4 | SP   | Wendolyn Bautista | Águilas Cibaeñas     |
| Semana 5 | SP   | Edwin Uceta (2)   | Estrellas Orientales |
| Semana 6 | SP   | Iván Nova         | Leones del Escogido  |
| Semana 8 | SP   | Yunesky Mays      | Águilas Cibaeñas     |

## Mini Play Off
El mini play off se jugó por segundo año consecutivo entre los equipos que ocuparon el 4° y 5° por tener una diferencia de 1 juego, el equipo de las águilas solo necesito una victoria por haber tenido 1 juego de ventaja sobre los leones.